# فرهنگستان علوم اسلامی
فرهنگستان علوم اسلامی قم، مؤسسه‌ای علمی، پژوهشی و مذهبی است که پس از انقلاب توسط سید منیرالدین هاشمی در شهر قم تأسیس شد. این مؤسسه در زمینه نظریه‌پردازی در تولید علم دینی فعال است و تاکنون ایده‌های جدیدی را در این زمینه طرح کرده است. سید محمدمهدی میرباقری پس از درگذشت سید منیرالدین هاشمی در سال ۱۳۷۹ ریاست این فرهنگستان را عهده‌دار است.